# Гундперт
Гундперт (на латински: Gundpert) е благородник от баварската фамилия Агилолфинги.
Син е на Гундоалд († 616), херцог на Асти в Италия. Гундперт е брат на Ариперт I, крал на лангобардите в Павия (653 – 661).
Баща му е основател на Агилолфингийските лангобардски крале.